# Johannes Hültz

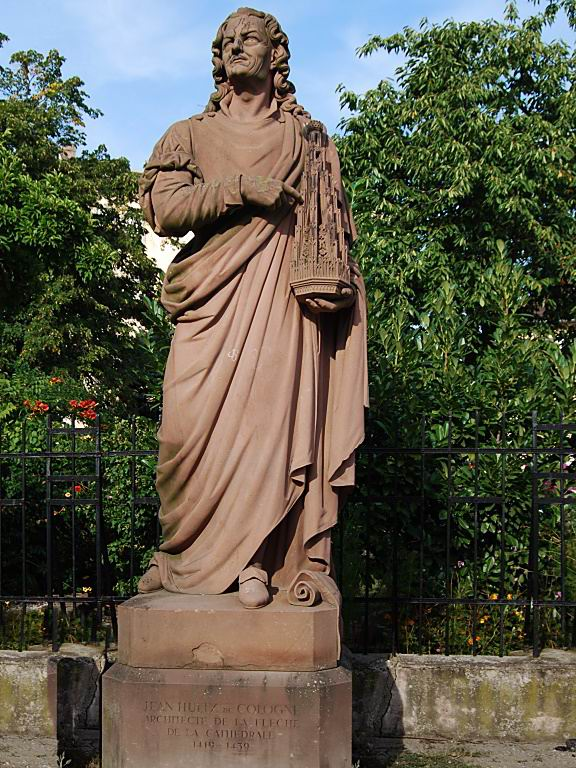
Denkmal für Johannes Hültz in Straßburg von André Friedrich (1846/47)

Johannes Hültz (* um 1390 in Köln; † 1449 in Straßburg) war ein deutscher Baumeister der Gotik. 
Johannes Hültz stammte aus Köln. Es wird vermutet, dass er bei der Familie Parler in die Lehre ging. Nach dem Tod Ulrich von Ensingens 1419 leitete Hültz die Straßburger Bauhütte und war Erbauer der Spitze des Nordturms am Straßburger Münster, die 1439 fertiggestellt wurde.
In seiner Heimatstadt Köln sind eine Straße und ein Platz nach Johannes Hültz benannt.

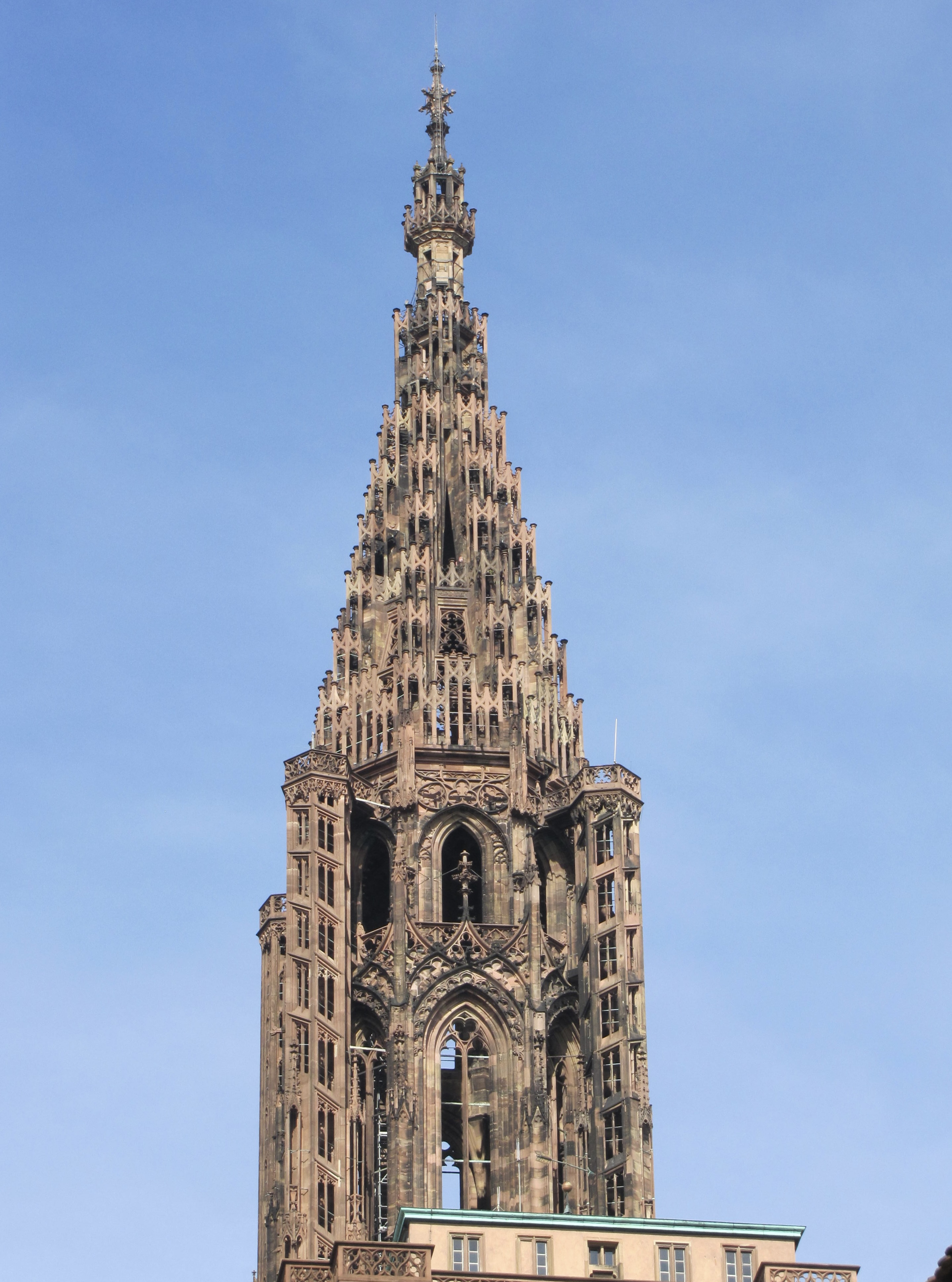
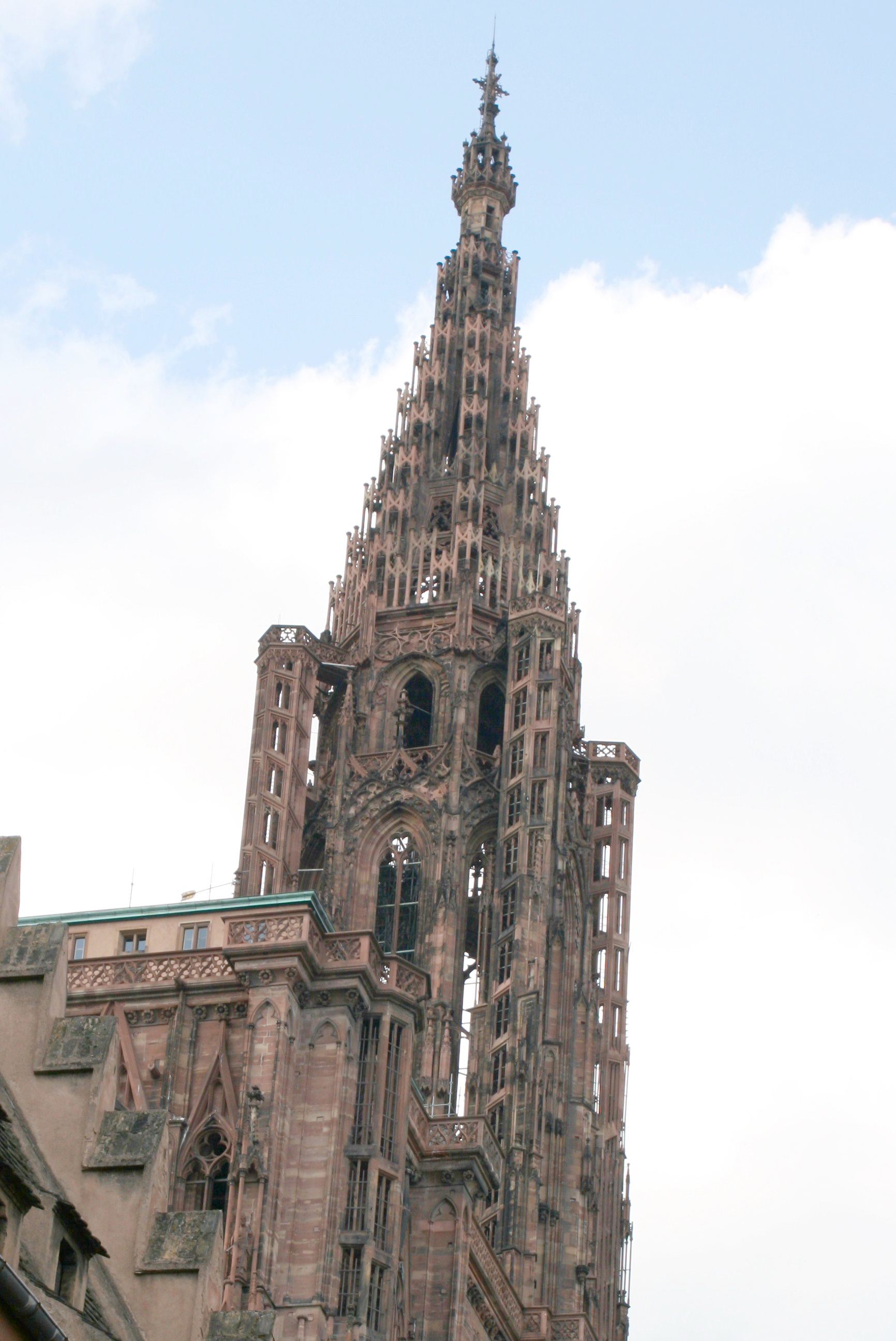